# Никола Можайский (скульптура из деревни Зеленята)
«Никола Можайский» — пермская деревянная скульптура святителя Николая Чудотворца в иконографии «Можайский». Находится в собрании Пермской государственной художественной галереи.

## История
Скульптура длительное время датировалась XVIII веком. По преданию, записанному Н. Н. Серебрянниковым, скульптура происходит из Пыскорского монастыря. Когда монастырь в 1781 году переехал в Пермь она попала в деревню Зеленята. По местной легенде скульптура оживала и ходила ночами по окрестностям, снашивая обувь, которую приносили ей верующие. До революции 1917 года в деревню на празднование памяти святого Николая собиралось до 10 тыс.
человек — русских, коми-пермяков, удмуртов.
Из деревенской часовни в 1926 году поступила в Пермский музей. В 1969 году скульптура была отреставрирована специалистами ВХНРЦ. В 1980 году была сделана рентгенограмма скульптуры.
В 1998 году московский искусствовед В. Н. Шаханова и в 2003 году петербургский искусствовед Н. В. Мальцев уточнили датировку скульптуры началом XIX века на основе стилистических и технологических особенностей памятника.
Скульптура постоянно экспонируется в Пермской государственной художественной галереи. Участвовала в выставках в ГМИИ им. А. С. Пушкина (1999—2000 гг.), Государственной Третьяковской галерее (2001 г.).

## Иконография и техника исполнения

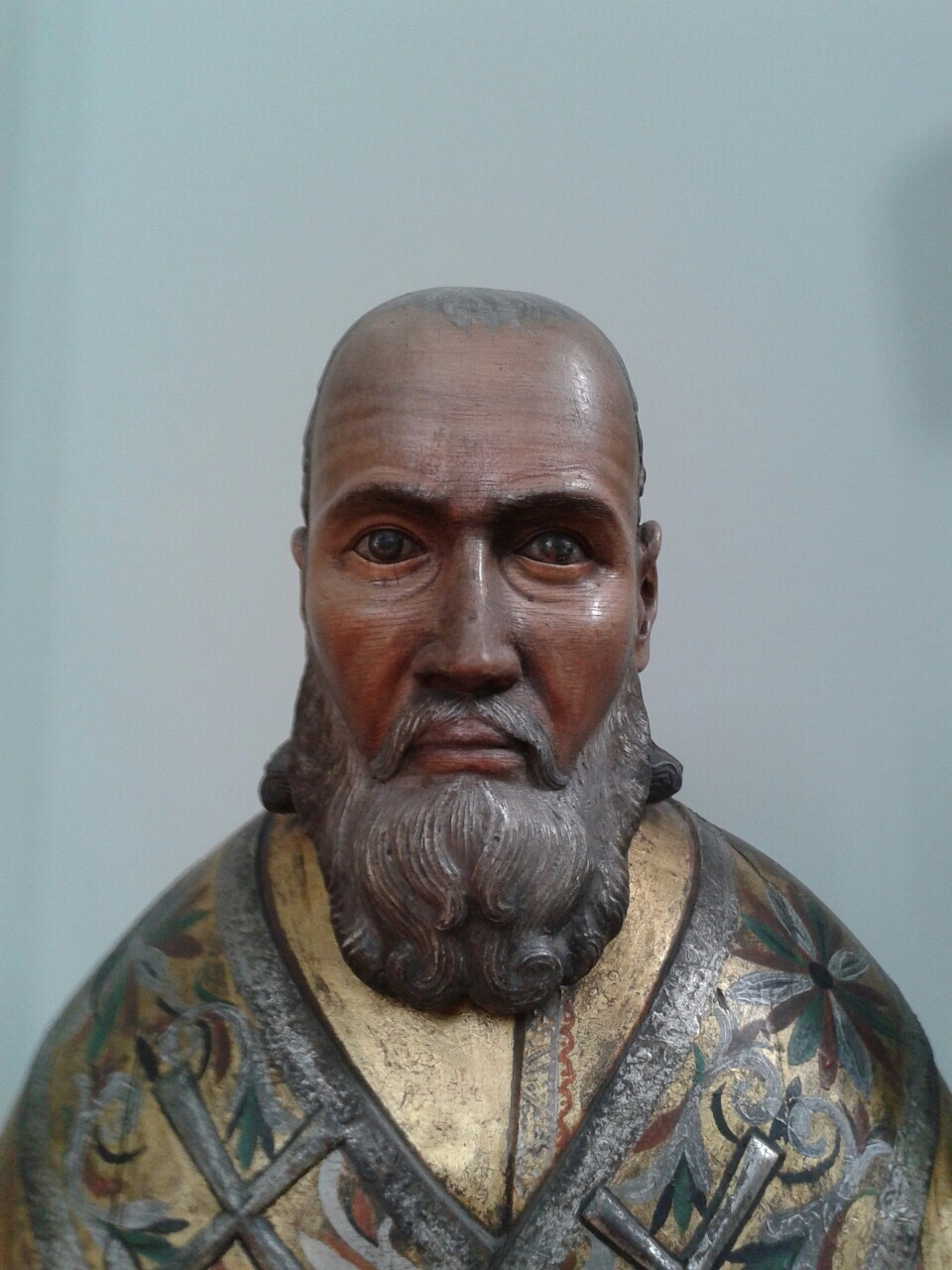
Лик святителя

Святитель Николай изображён фронтально в полный рост с поднятыми руками в которых находятся меч и «град» (выполнен в барочных формах, схож с Успенским собором Киево-Печерской лавры). Скульптура сохраняет древнерусскую иконографию, но при этом, по мнению О. М. Власовой:
Фигура святого наделяется конкретным, почти натуралистическим обликом. Объёмная, широкоплечая, она свободно «выходит» в пространство. Руки с мечом и «градом» подняты вверх, будто святой идёт навстречу врагу.
Скульптура тщательно проработана, облачение (фелонь, стихарь, епитрахиль, палица, омофор) выполнено в рельефе послойно.
Для создания скульптуры использована берёза. Внутри она полая для того что бы дерево не порвало при изменении температуры и влажности. Фелонь выполнена из трёх вертикальных частей, скреплённых шкантами и металлическими стержнями. Оборот фелони тонирован. Меч и «град» выполнены отдельно.
Сохранность скульптуры хорошая, имеются мелкие сбои дерева и утраты позолоты и красочного слоя.